# Launebod
Launebod fou dux de Tolosa al segle vi. És esmentat per Venanci Fortunat al poema Carmina, i per sant Gregori de Tours.
Els comtes que governaven els pagus estaven de vegades subjectes als dux que dominaven sobre diversos comtats o diòcesis (províncies o marques frontereres), i la funció principal dels quals era militar (manaven les tropes) i l'administració de justícia, per damunt de la que impartien els comtes o els seus vicaris (les vicaries eren subdivisions de cada comtat). El govern ducal de Tolosa incloïa diversos comtats dins la part d'Aquitània que corresponia a Khilperic I rei de Nèustria (561–584). Fortunat va deixar un elogi del duc del que diu que era de raça bàrbara (barharica prole), sense especificar si franc o got, de família il·lustre i reconegut per la seva pietat que el va portar a fer construir a Tolosa una església en honor de sant Sadurní de Tolosa al lloc on aquest sant havia estat enterrat on només hi havia un petit oratori; els seus ossos havien estat traslladats a l'església construïda en un altre lloc pels bisbes sant Selvi o Silvi (360-400) i sant Exuperi o sant Superi (400-?). L'església anomenada primer de Sant Sadurní fou rebatejada aviat com de Nostra Senyora del Brau que encara porta, perquè estava suposadament sobre el lloc on el brau va deixar el cos del sant.
Launebod estava casat amb Beretruda, una dama distingida, també notable per la seva religiositat, que va destacar per la fundació o l'embelliment de llocs sagrats. Va fundar diversos monestirs per dames i es va caracteritzar per la seva caritat amb les noies pobres a les quals donava la subsistència i els habita i tenia per costum de servir-les ella mateixa. Aquestes caritat no devien reduir gaire el seu patrimoni doncs a la mort de Launebod i Beretruda la seva filla única va heretar béns considerables. Launebod va morir no més tard del 674 any en què ja apareix com a duc Didier de Tolosa. La data de la mort de Beretruda no és coneguda.